# Saengaroon Boonyoo
Saengaroon Boonyoo (tiếng Thái Lan: แสงอรุณ บุญยู้, sinh ngày 28 tháng 11 năm 1976) là một nữ ca sĩ người Thái Lan.

## Đầu đời
Boonyoo sinh ra trong một gia đình ca sĩ mor lam ở tỉnh Kalasin. Cô đã phát hành tám album thành công từ năm 2001 đến 2009.

## Danh sách đĩa nhạc

### Album
- 2001: Khor Moon Mark Mai Yark Rak (ข้อมูลมากไม่อยากรัก)
- Rak Phang Lang Songkran (รักพังหลังสงกรานต์)